# Акишин, Пётр Алексеевич
Пётр Алексеевич Акишин (20 октября 1918, Богородицк, Московская область — 1 января 2000, Москва) — советский и российский химик, доктор химических наук, профессор. Лауреат Государственной премии СССР (1973).

## Биография
Пётр Алексеевич Акишин родился в городе Богородицк (Тульская область) 20 октября 1918 года. В 1941 г. закончил Химический факультет МГУ и был призван в армию в качестве командира взвода. К моменту окончания Великой Отечественной войны состоял в должности помощника начальника штаба Завказского фронта, участвовал в боях на Южном фронте, в Приморской армии Северо-Кавказского фронта.
После окончания войны Пётр Алексеевич начал работать на Химическом факультете МГУ в качестве ассистента. С 1950 г. руководил группой из студентов старших курсов, занимающихся электронографическим исследованием соединений различных классов. С 1954 по 1963 гг. заведовал недавно созданной на факультете лабораторией электронографии. В 1960 г. Петру Алексеевичу присудили степень кандидата химических наук (1960, «Исследование интенсивностей полос характеристических колебаний в спектрах комбинационного рассеяния органических соединений и использование спектров для анализа продуктов химических реакций»), а в 1962 г. — доктора химических наук. В 1973 г. получил звание профессора кафедры физической химии. Читал студентам курс химической кинетики.
Ассистент (1945), первый заведующий лабораторией электронографии молекул (1954—1963), старший научный сотрудник, профессор кафедры физической химии (1973—2000) химического факультета МГУ. Читал курс «Химическая кинетика».
Скончался 1 января 2000 г. в Москве.
Область научных интересов: высокотемпературная химия, газовая электронография, масс-спектрометрия.

## Научная деятельность
Основным научным интересом Петра Алексеевича Акишина было электронографическое исследование неорганических веществ в газовой фазе. Этому направлению была посвящена докторская диссертация «Электронографическое исследование строения молекул неорганических соединений в газовой фазе»(1961). В ней обобщались предыдущие исследования Петра Алексеевича в области газовой электронографии, посвященные изучению строения галогенидов различных элементов: кадмия, цинка, щелочных металлов, магния и других щелочноземельных металлов, бериллия, галлия, иттрия и многих других. В своих работах Акишин определил геометрические параметры и структуру многих неорганических соединений. За разработку нового метода высокотемпературной газовой электронографии и использование его для изучения строения неорганических молекул при температурах до +2500°С Петру Алексеевичу и его коллегам вручили Государственную премию СССР в области науки (1973).
Помимо этого Петр Алексеевич интересовался и другими областями физической химии, которым он посвятил несколько учебников.
Отдельно следует отметить его работы по масс-спектрометрии.

## Награды и звания
Орден Красной звезды (1942)
Медаль «За боевые заслуги» (1943)
Медаль «За оборону Кавказа»
Медаль «За победу над Германией в Великой Отечественной войне 1941—1945 гг.» (1945)
Медаль в память 800-летия Москвы (1947)
Государственная премия СССР (1973)
Звание Заслуженный деятель науки РСФСР (1980)
Орден Отечественной войны II степени (1985)